# 21356 Karlplank
21356 Karlplank è un asteroide della fascia principale. Scoperto nel 1997, presenta un'orbita caratterizzata da un semiasse maggiore pari a 2,6833255 UA e da un'eccentricità di 0,0307674, inclinata di 4,52430° rispetto all'eclittica.